# Rue de la République (Avignon)
Pour les articles homonymes, voir Rue de la République.
La rue de la République est une voie de la commune française d’Avignon.

## Situation et accès
Longue de près de 390 mètres, la rue de la République démarre à la place de l'Horloge (place accueillant l'Hôtel de Ville et l'Opéra Grand Avignon) et se termine au cours Jean Jaurès (voie accueillant l'Office de Tourisme, le Square Agricol Perdiguier ou encore la Cité Administrative).
C'est une double voie est à sens unique, dans le sens sud-nord.
Elle est desservie par la ligne CityZen République du réseau ORIZO du Grand Avignon.

## Origine du nom
La rue s'appelait initialement cours Bonaparte, celui-ci ayant approuvé le projet, puis République en 1870, rue Pétrarque en 1874 et finalement rue de la République.

## Historique
Elle fut percée en intra-muros d'Avignon au cours du XIXe siècle après avoir été préfigurée par un projet de Pierre II Mignard dans les années 1680, qui proposait le percement d'une voie rectiligne de la place de l'Horloge à la porte Saint-Michel. Mais au XIXe siècle, l'accès direct privilégié fut celui de la nouvelle gare de chemin de fer, mise en service vers Paris le 24 juin 1853.
La réalisation de cette nouvelle artère se fit en trois phases successives entre 1856 et 1867. Ce fut l'œuvre de la municipalité présidée par Paul Pamard (1853-1865).
Le premier tronçon fut mis en chantier en 1856, en face de la nouvelle gare jusqu'à l'actuelle rue Joseph-Vernet, alors dénommée « rue de la Calade ». Ce tronçon fut exhaussé et nivelé pour le mettre hors d'atteinte des crues de la Durance et du Rhône. Les travaux, qui avaient nécessité l'ouverture d'une brèche dans les remparts de la ville s'achevèrent en 1857.
Le second chantier fut ouvert entre la rue Joseph-Vernet et la chapelle du Lycée. En 1859, les expropriations furent terminées et le revêtement de la chaussée achevé en 1863.
L'exécution du troisième tronçon fut voté en conseil municipal le 30 septembre 1863. Allant de la chapelle du Lycée à la place de l'Horloge, c'était le plus important. Il fut achevé en 1867.
Le percement de cette nouvelle artère nécessita l'expropriation de nombreux riverains. Ce coût d'abord estimé à 700 000 francs s'éleva en définitive à 1 299 000 francs. La percée souleva les passions et fut diversement appréciée. Louis Nouveau, qui fut maire d'Avignon, estimait « Sans la rue de la République, il serait impossible de pénétrer dans Avignon ». Tout en reconnaissant le bien-fondé de cette affirmation, André Hallays dans son livre Avignon et le Comtat-Venaissin, paru en 1909, dénonça cette saignée orientée Nord / Sud « On a coupé la ville en deux par une rue longue, large et rectiligne... Le mistral et la poussière y sévissent atrocement ».

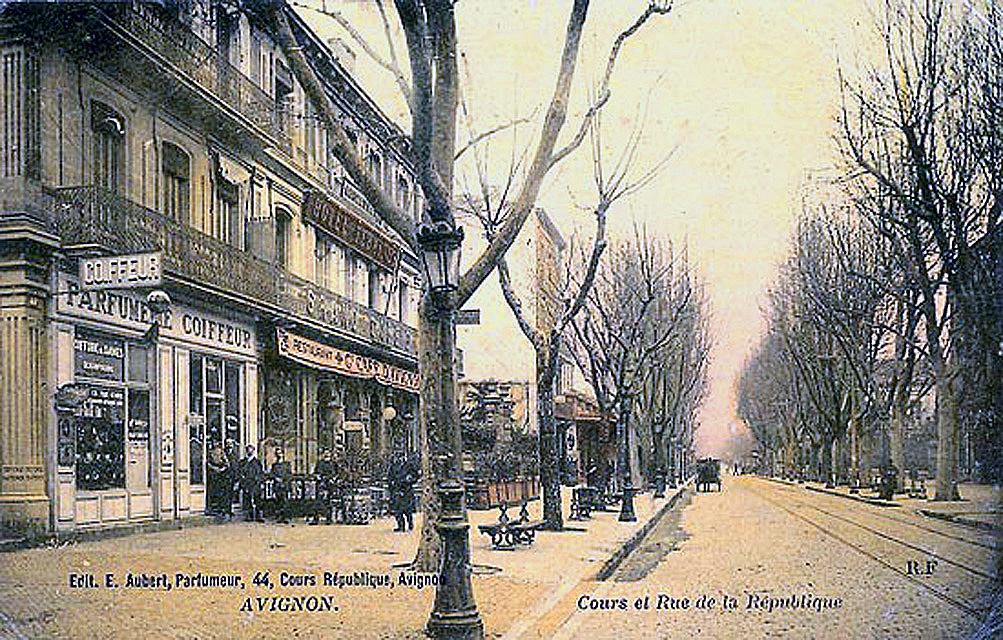
Cours et rue de la République au début du XXe siècle
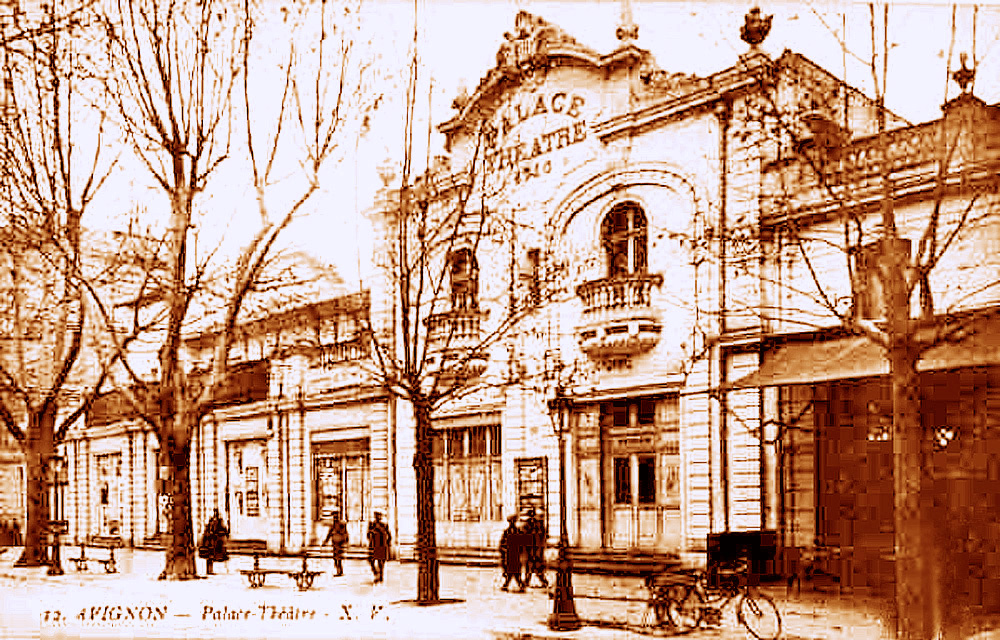
Théâtre Palace, rue de la République (en fait, cours Jean Jaurès)
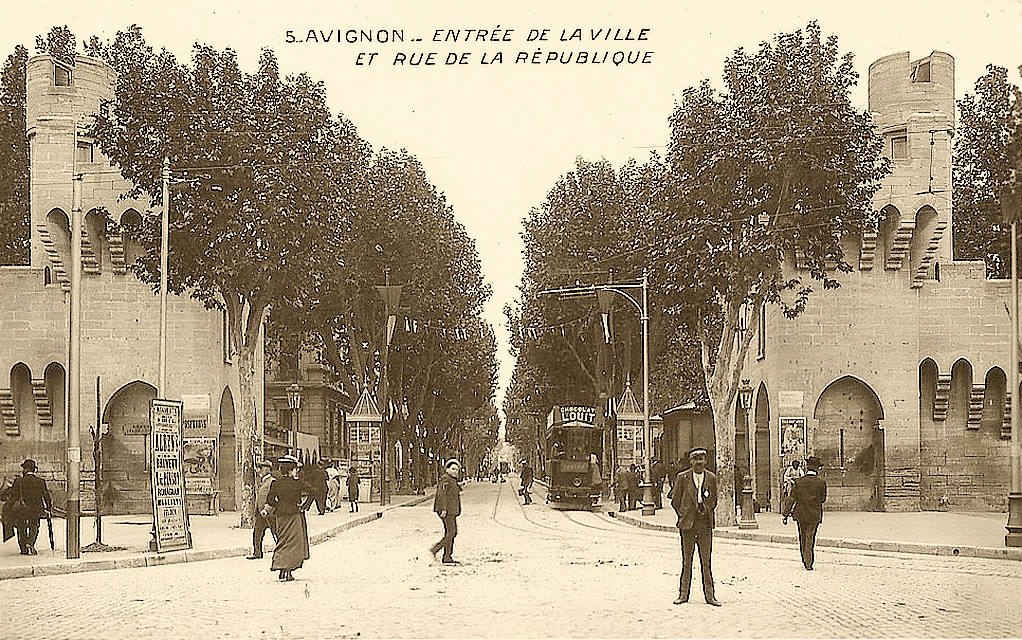
Tramway à la porte de la République (lignes 2, 3 et 6)

### Rues secondaires

#### Ancienne rue Saint-Marc

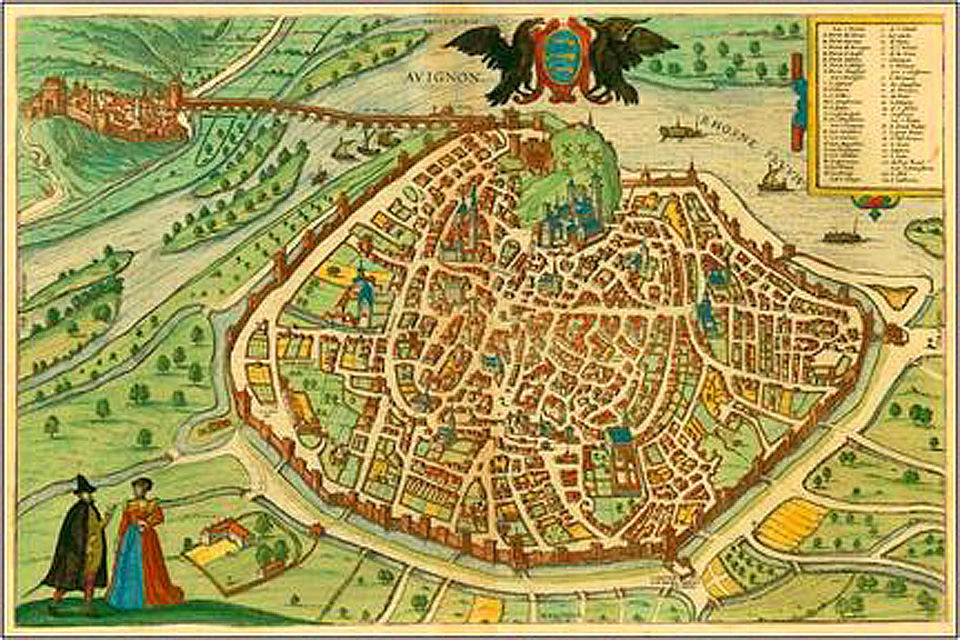
Avignon et la rue Saint-Marc sur le Plan aux personnages gravé par Braun et Hogenberg en 1575.

Cette artère, qui devait son nom à une hôtellerie à l'enseigne de Saint-Marc, reliait la place de l'Horloge, siège de la Grande Bouquerie (boucherie) à la maison de la Reine Jeanne, aujourd'hui Temple Saint-Martial. À cet endroit, près de Saint-Martial, elle avait été renommée « rue de la Servellerie » depuis 1363 au moins. Des étuves y avaient été ouvertes par une hôtellerie dans la seconde moitié du XIVe siècle. Elles passaient pour être devenues un lieu de débauche un siècle plus tard. Mais elles perdurèrent puisqu'au cours du XVIe siècle, hôtellerie et bains se placèrent sous l'enseigne de la Madeleine couchée.
La rue Saint-Marc disparut dans toute sa partie méridionale lors du percement de l'actuelle rue de la République.
Près du Collège des Jésuites, se trouvait l'Hôtel de Calvière, dont le plus illustre résident fut le marquis de Calvière-Vézenobres (1693-1772), grand érudit, ami de Voltaire et d'Esprit Calvet. Il fonda, en 1737, la loge maçonnique Saint-Jean d'Avignon, dont il devint le vénérable.
Lui faisant face, il y avait, depuis 1632, le couvent des religieuses Augustines. Celles-ci avaient, à partir de 1768, laissé la place aux Religieuses de Notre-Dame. Ces religieuses enseignantes, établies à Avignon depuis 1638, avaient auparavant leur couvent rue des Ortolans.
La chapelle du Collège des Jésuites, actuel Musée Lapidaire, dont les plans avaient été dressés, en 1616, par Étienne Martellange, fut construite par François de Royers de la Valfenière à partir de 1627. Ce fut lui qui éleva les murs jusqu'à la grande corniche de la nef.

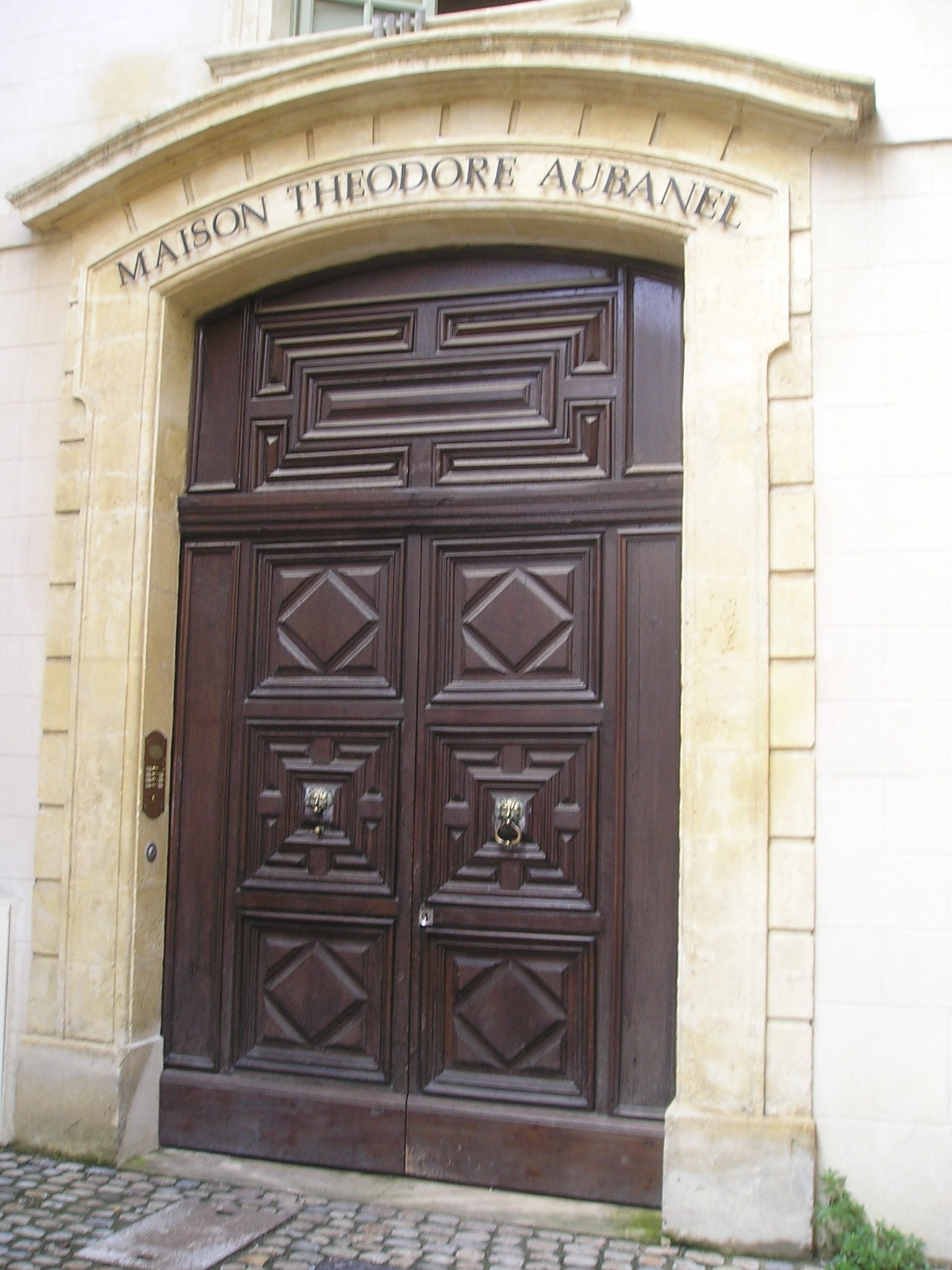
Maison Théodore Aubanel, ancien Hôtel de Castellane-Ampus

L'actuelle rue Thédore Aubanel est le seul vestige resté intact de la rue Saint-Marc. C'est ici que se trouvait initialement l'imprimerie de Chambeau. Son propriétaire se rendit célèbre par ses excellentes contrefaçons des œuvres de Châteaubriand. Il avait imprimé Atala et le Génie du christianisme, et l'auteur descendit à Avignon, en 1802, pour confondre le faussaire. Mais sur place, Châteaubriand préféra légitimer ces tirages qui étaient meilleurs que ceux d'origine. L'imprimeur lui versa 240 francs ce qui lui permit de continuer à vendre la seconde édition devenue officielle.
En face se trouvait l'hôtel de Castellane-Ampus. Ce fut là qu'habita Diane de Joannis qui avait épousé, en 1647, Dominique de Castellane. Devenue veuve, elle convola, en 1658, avec Charles de Vissec de Latude marquis de Ganges, commandant du Fort Saint-André à Villeneuve-lès-Avignon. Ses deux beaux-frères, l'abbé et le chevalier de Ganges, l'assassinèrent en 1667. Ce meurtre de la Marquise de Ganges fut l'une des plus célèbres affaires criminelles du XVIIe siècle.
L'Hôtel fut acheté, en 1798, par Antoine Aubanel, « seul imprimeur de sa Sainteté ». Il y décéda le 2 octobre 1804. Ce fut là que naquit son petit-fils Théodore Aubanel, le 26 mai 1829. Il y vécut jusqu'en 1825.
En remontant vers la place de l'Horloge se trouvait l'Hôtel de Serre de la Marine dont les façades donnaient à la fois sur le rue Saint-Marc et sur la rue Dorée. À partir du 2 avril 1716, ce fut la résidence princière de Jacques III Stuart, le chevalier de Saint-Georges, prétendant au trône d'Angleterre. L'Hôtel lui fut loué 800 écus par an et à sa suite vinrent s'installer à Avignon, à partir du mois de juillet, entre 400 et 500 nobles anglais et écossais. Puis cet hôtel accueillit, de 1808 à 1824, l'évêque Périer.

#### Cours Jean-Jaurès
Percé sur un plan plus large que le reste du projet, avec de vastes trottoirs plantés de platanes, ce tronçon fut le premier achevé. Son débouché sur la rue de la Calade amena la démolition des bâtiments modernes du couvent de Saint-Martial, qui furent surélevés et remontés pliés à l'équerre pour suivre les nouveaux alignements.
Appelée initialement rue Bonaparte, cette partie prit le nom de Cours après le percement des autres tronçons plus étroits. À la chute du Second Empire, elle fut renommée Cours de la République, puis, pour bien la distinguer de la rue de la République qui suit, cours Pétrarque. Cette dénomination resta la sienne jusqu’aux lendemains de la Première Guerre mondiale où elle prit celle actuelle.

## Bâtiments remarquables et lieux de mémoire
En remontant de la porte de la République vers la place de l'Horloge, on trouve l'ancienne caserne Hautpoul transformée en Cité administrative, le square Agricol Perdiguier, installé sur l'ancien cloître Saint-Martial, l'église du Collège des Jésuites, dite chapelle du Lycée, devenue musée Lapidaire, une fontaine surmontée du bronze de Paul Pamard et un square orné du buste de Frédéric Mistral.

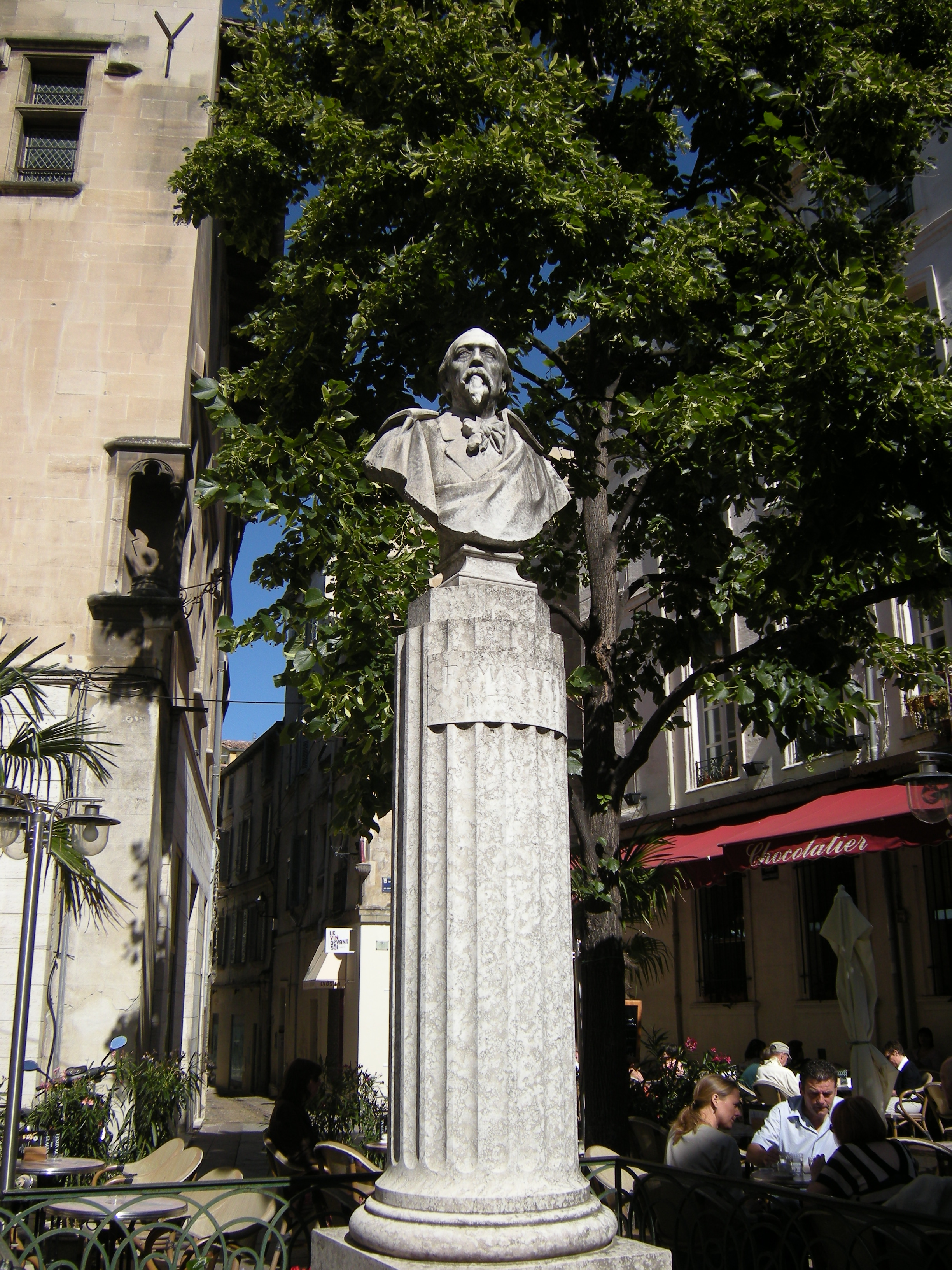
Buste de Frédéric Mistral.
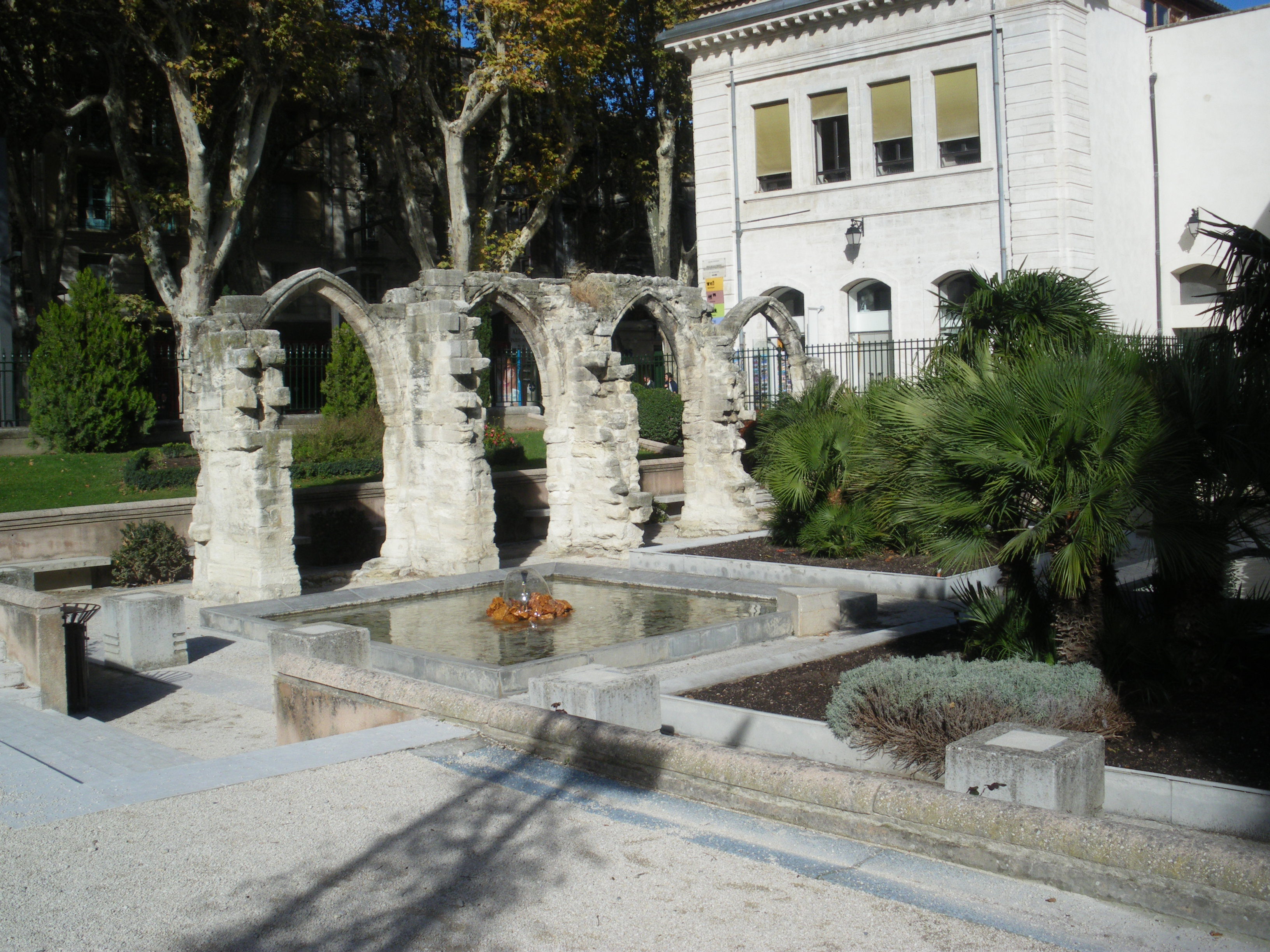
Ruines du cloître Saint-Martial dans le square Agricol Perdiguier.
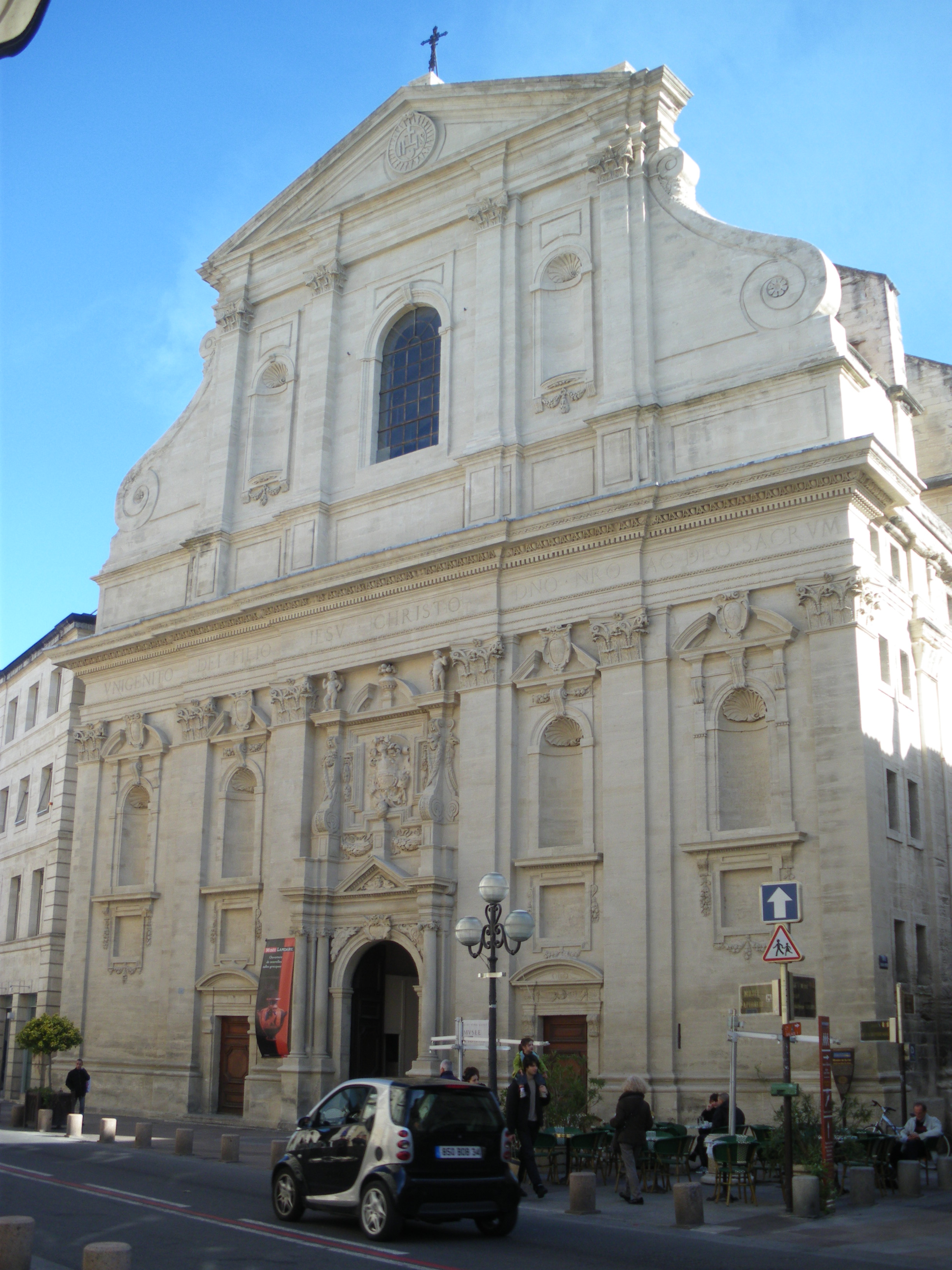
Musée Lapidaire.
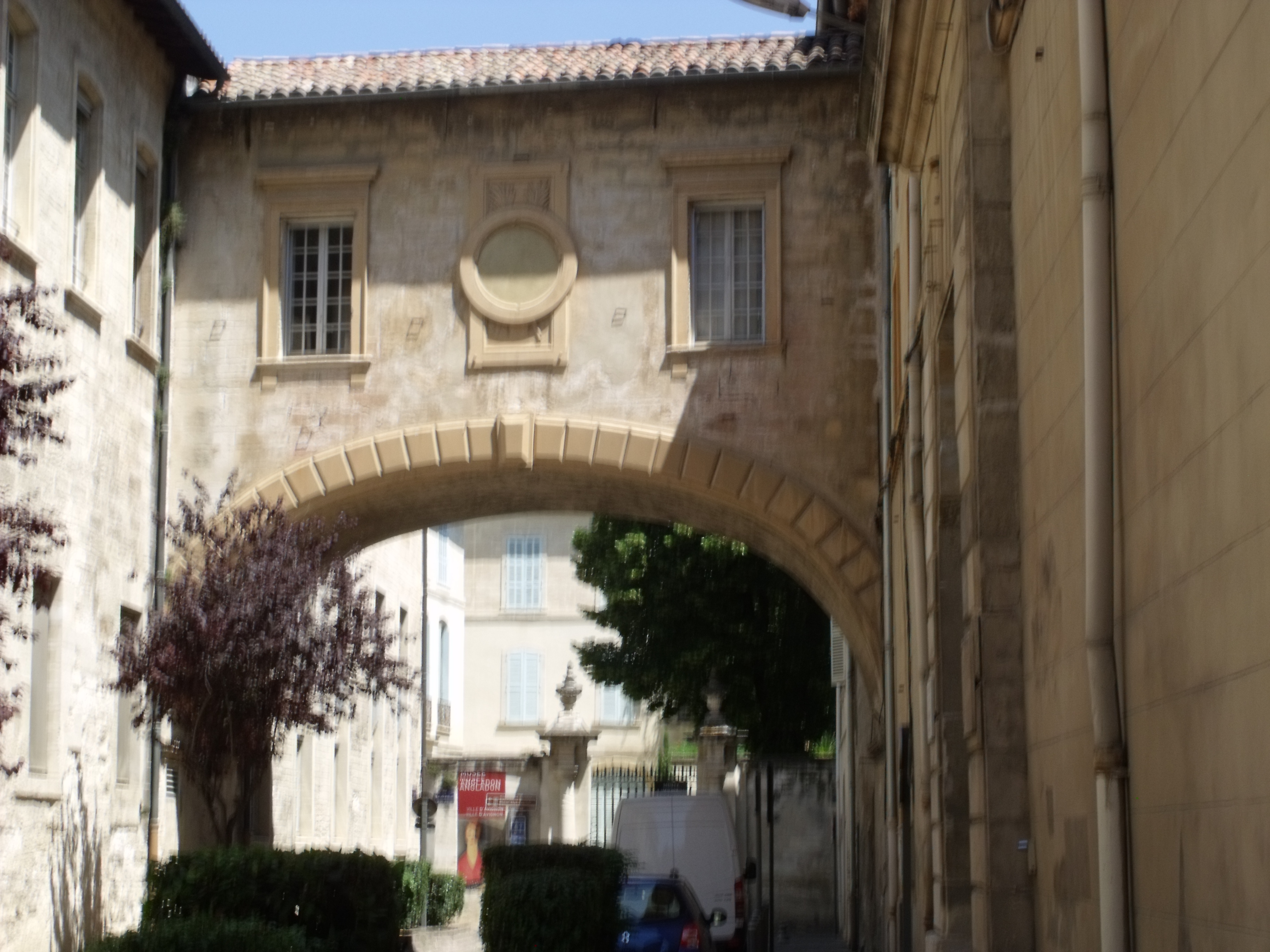
Arceau unissant le collège Frédéric-Mistral à la bibliothèque municipale.
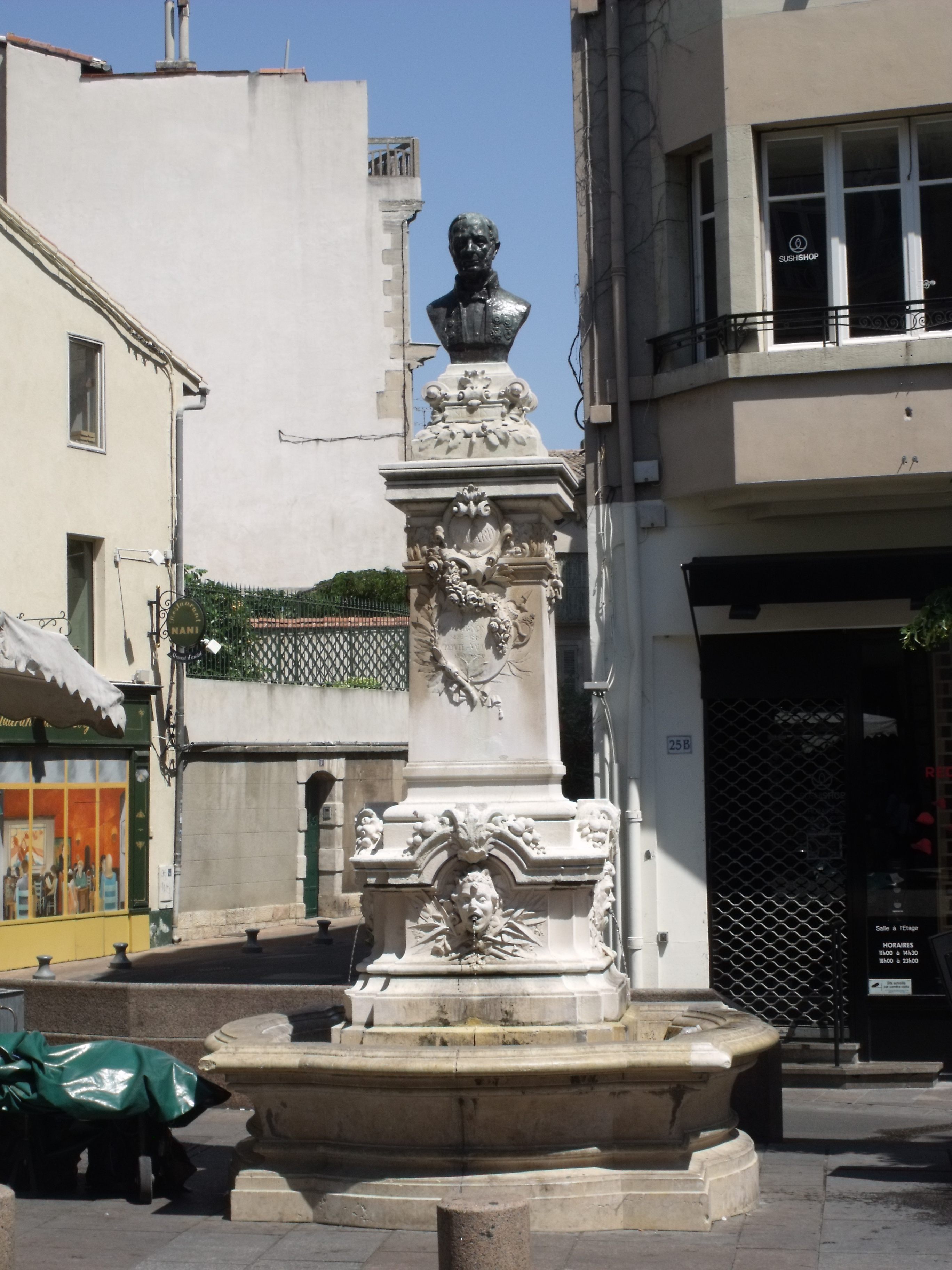
Fontaine et buste de Paul Pamard, maire d'Avignon.